# Кубок Швеції з футболу 2000—2001
Кубок Швеції з футболу 2000—2001 — 46-й розіграш кубкового футбольного турніру у Швеції. Титул вперше здобув «Ельфсборг».

## 1/16 фіналу
| Команда 1                   | Рахунок | Команда 2                 |
| --------------------------- | ------- | ------------------------- |
| 11 жовтня 2000              |         |                           |
| Седергамнс ФФ (4)           | 2:0     | ІК Браге (2)              |
| 28 березня 2001             |         |                           |
| ІФ Сильвія (2)              | 1:2     | БК Геккен                 |
| 31 березня 2001             |         |                           |
| Болльнес ГІФ (4)            | 0:5     | ГІФ Сундсвалль            |
| Гускварна ФФ (3)            | 1:2     | ІФК Гетеборг              |
| Кальмар ФФ (2)              | 2:3     | ГАІС                      |
| Спорвагенс ФФ (3)           | 1:2     | Еребру СК                 |
| Отвідабергс ФФ (2)          | 0:4     | Ергрюте ІС                |
| 1 квітня 2001               |         |                           |
| Гуннільсе ІС (2)            | 2:6     | ІФ Ельфсборг              |
| Валлентуна БК (3)           | 2:5     | Гаммарбю ІФ               |
| Ландскруна БоІС (2)         | 0:2     | Треллеборг ФФ             |
| 2 квітня 2001               |         |                           |
| АІК                         | 2:0     | Ассиріска ФФ (2)          |
| 4 квітня 2001               |         |                           |
| Енчепінг СК (2)             | 3:4     | Юргорден ІФ (2)           |
| Фріска Вільйор ФК (3)       | 1:0     | Умео ФК (2)               |
| Гельсінгборгс Седра БІС (3) | 5:6     | Мальме ФФ                 |
| ІФК Лулео (4)               | 2:3     | Лулео Фотболлференінг (3) |
| Осебро ІФ (5)               | 0:3     | Вестра Фрелунда ІФ        |

## 1/8 фіналу
| Команда 1                 | Рахунок      | Команда 2             |
| ------------------------- | ------------ | --------------------- |
| 12 квітня 2001            |              |                       |
| Юргорден ІФ (2)           | 1:2 дч       | ІФК Гетеборг          |
| Гаммарбю ІФ               | 0:2          | Ергрюте ІС            |
| ІФ Ельфсборг              | 1:0          | Вестра Фрелунда ІФ    |
| БК Геккен                 | 0:1          | Мальме ФФ             |
| 13 квітня 2001            |              |                       |
| Седергамнс ФФ (4)         | 0:2          | ГАІС                  |
| 18 квітня 2001            |              |                       |
| Треллеборг ФФ             | 2:0          | ГІФ Сундсвалль        |
| Еребру СК                 | 1:1 пен. 3:4 | АІК                   |
| 19 квітня 2001            |              |                       |
| Лулео Фотболлференінг (3) | 0:1          | Фріска Вільйор ФК (3) |

## 1/4 фіналу
| Команда 1         | Рахунок | Команда 2             |
| ----------------- | ------- | --------------------- |
| 27 квітня 2001    |         |                       |
| ІФК Гетеборг      | 1:2     | Мальме ФФ             |
| 2 травня 2001     |         |                       |
| ГАІС              | 3:0     | Фріска Вільйор ФК (3) |
| Седергамнс ФФ (4) | 0:2     |                       |
| 3 травня 2001     |         |                       |
| Ергрюте ІС        | 1:3     | ІФ Ельфсборг          |
| АІК               | 3:2     | Треллеборг ФФ         |

## 1/2 фіналу
| Команда 1      | Рахунок | Команда 2 |
| -------------- | ------- | --------- |
| 10 травня 2001 |         |           |
| Мальме ФФ      | 0:2     | АІК       |
| 11 травня 2001 |         |           |
| ІФ Ельфсборг   | 2:1     | ГАІС      |

## Фінал
| 25 травня 2001 |

| АІК (Стокгольм) | 1:1 дч   | ІФ Ельфсборг |
| --- | -------- | --- |
| Новакович 21' | Протокол | Кларстрем 47' |
| | Пенальті | |
| - Тума - Корнеліуссон - Тіландер - Лагерлеф - Д.Андерссон - Лучич - Ослунд - А.Андерссон - Кібебе - Едман - П.Андерссон - Тума | 8:9      | - С.Андреассон - М.Андерссон - Свенссон - Александерссон - Арвхаге - Кларстрем - Гудмундссон - Юнг - Стремберг - Молін - Віланд - Молін |

| «Стадспарксвален», Єнчепінг Глядачів: 6 364 Арбітр: Лейф Сунделл |